# Овечкино (Оршанський район)
Ове́чкино (рос. Овечкино, марій. Овечкин) — присілок у складі Оршанського району Марій Ел, Росія. Входить до складу Марковського сільського поселення.

## Населення
Населення — 28 осіб (2010; 18 у 2002).
Національний склад (станом на 2002 рік):
- марі — 78 %